# Кошеле (Люблінське воєводство)
Кошеле (пол. Koszele) — частина села Рибниця у Польщі, в Люблінському воєводстві Томашівського повіту, ґміни Сусець.

## Історія
Первісним населенням були русини-лемки, які компактно проживали на своїх історичних землях.